# 非法集资
非法集资，在中華人民共和國法律是指单位或者个人未依照法定程序经有关部门批准，以发行股票、债券、彩票、投资基金证券或者其他债权凭证的方式向社会公众筹集资金，并承诺在一定期限内给予回报的行为。
按照《中華人民共和國刑法》规定，与非法集资有关的罪名有“非法吸收公众存款罪”、“集资诈骗罪”等。

## 表现形式
2008年金融危机后，由于银行放贷收紧，一般中小企业融资困难，而担保公司可以帮助贷款者获得贷款。因此，担保公司在从事信用担保业务的同时，吸收公众存款，并向申请银行贷款的企业提供短期高息融资，以此牟取暴利。其中一些担保公司串通银行倒卖贷款。

## 投资人权益
1998年7月13日中华人民共和国国务院發布施行的《非法金融机构和非法金融业务活动取缔办法》中，“非法吸收公众存款或者变相吸收公众存款”被列为非法金融业务活动，规定：“因参与非法金融业务活动受到的损失，由参与者自行承担。”根据《中华人民共和国刑法》第64条及相关规定，非法吸收公众存款案件中的赃款，应作为违法所得予以收缴。
但在实际操作中，早期有些判决将非法集资款定义为违法所得予以没收；但是2010年之后发生的一些案例，如东方创投、e租宝等，也相应的将追缴赃款部分退给了投资人。之后全国人民代表大会通过制定《中华人民共和国中国人民银行法》、《中华人民共和国商业银行法》等法律法规，对金融业实行严格的市场准入制度。2014年3月25日中华人民共和国最高人民法院、中华人民共和国最高人民检察院、中华人民共和国公安部印发的《关于办理非法集资刑事案件适用法律若干问题的意见》规定：“查封、扣押、冻结的涉案财物，一般应在诉讼终结后，返还集资参与人。涉案财物不足全部返还的，按照集资参与人的集资额比例返还。”

## 参看
- 无锡新兴实业公司非法集资案
- 吴英
- 龐氏騙局
- 永基非法集资案
- 广东恩平金融风波
- 樂風集團連環收購無需集資營運

## 延伸阅读
- 打击非法集资刻不容缓 中国经济网 2014-05-31